# Pantostomus psammophilus
Pantostomus psammophilus är en tvåvingeart som beskrevs av Hesse 1956. Pantostomus psammophilus ingår i släktet Pantostomus och familjen svävflugor. Inga underarter finns listade i Catalogue of Life.